# Тэтэреску, Георге
Георге Тэтэреску (рум. Gheorghe Tătărescu; 2 ноября 1886, Тыргу-Жиу, Королевство Румыния — 28 марта 1957, Бухарест, Социалистическая Республика Румыния) — румынский государственный и политический деятель, Премьер-министр Румынии в 1934—1937 и 1939—1940 годах, трижды находился на посту Министра иностранных дел Румынии и один раз на посту Военного министра Румынии (1934 год). Свою политическую карьеру начал в Национальной либеральной партии Румынии, получил известность как противник коммунизма, много спорил с лидером НЛП Дину Брэтяну и министром иностранных дел Николае Титулеску. Националистические взгляды Тэтэреску привели его к сближению с королём Каролем II и бытности у руля профашистской партии «Фронт национального возрождения». В 1940 году он принял присоединение Бессарабии и Северной Буковины к СССР, и, следовательно, вынужден был уйти в отставку. После начала Второй мировой войны он организовал сопротивление режиму кондукэтора Иона Антонеску, а затем вошёл в «коалиционное правительство» союзника коммунистов Петру Грозы.
Был руководителем румынской делегации при подписании Парижского договора в 1947 году, однако его отношения с коммунистами все больше и больше разлаживались. Инициированный противниками коммунизма летом 1947 года «инцидент в Тэмэдэу», был несколькими месяцами позже использован для отставки и заключения ставшего неугодным Тэтэреску. В 1955 году он был освобожден и умер спустя два года.
В 1938 году был избран почетным членом Румынской Академии, но после смещения с поста и ареста был исключен по распоряжению социалистического правительства. Брат Георге, полковник Штефан Тэтэреску, был лидером нацистской Национал-социалистической партии Румынии.

## Ранняя биография

### Начало политической карьеры
Тэтэреску родился в Тыргу-Жиу, учился в школе имени Кароля I в городе Крайова. Закончив её, уехал во Францию, где поступил в Парижский университет. В 1912 году защитил докторскую диссертацию по парламентской системе Румынии: «Выборный режим и парламентаризм в Румынии». Впоследствии он работал адвокатом в Бухаресте.
По возвращении на родину Тэтэреску примкнул к Национальной Либеральной Партии Румынии (НЛП). В 1919 году он был впервые избран в Совет Депутатов Румынии как представитель партии от жудца Горж. Среди его первых самостоятельных политических действий было требование ответа от Николае Лупу, министра внутренних дел, на вопросы о разрешении правительством проведения социалистической агитации в сельской местности. Тэтэреску входил в число так называемых «молодых либералов», поддерживавших фритредерство и укрепление верховной власти короля Кароля II, а также бывших в оппозиции либеральным демократам, придерживавшихся политики «протекционизма» и одной из ветвей Национальной Либеральной Партии под руководством Георге Брэтяну. Будучи заместителем министра иностранных дел в правительстве Иона Брэтяну, Тэтэреску стал известен как противник министра Иона Дуки, ратовавшего за заключение договора Малой Антанты и запрещение «Железной Гвардии». Тэтэреску резко высказывался против коммунизма, за идею Великой Румынии и протестовал против создания в 1921 году Румынской социалистической партии. На протяжении всего периода до 1936 года Тэтэреску поддерживал антикоммунистическую политику. Со 2 по 9 октября 1934 года Тэтэреску исполнял обязанности министра иностранных дел Румынии.

### Личная жизнь
Женился на юристе Улисэ Негропонте. В браке у них родился сын Тудор и дочь Санда. Тудор, после войны живший в Париже, страдал от шизофрении. После 1950 года он попал в тюрьму, где и умер в 1955 году. Санда была арестована вслед за отцом в 1950 году, но после смерти Сталина и ослабления коммунистического режима отпущена. Позже Санда написала мемуары.

## Первое правительство

### Начало
30 декабря 1933 года членами фашистской группировки «Железная Гвардия» был убит премьер-министр Ион Дука, а спустя 5 дней, 3 января (до этого времени обязанности премьера исполнял Константин Анджелеску) король Кароль II предложил Тэтэреску собрать новое правительство. Это было второе за время пребывания монарха на престоле правительство, во главе которого стояла Национальная Либеральная Партия. Тэтэреску возобновил тенденцию к укреплению королевской власти и созданию так называемой «королевской диктатуры». Одной из первых мер нового премьер-министра было решительное прекращение конфликта между Национальными Либералами и мэром Бухареста Демом Добреску (представителю Национал-царанистской  партии), воспользовавшись своей привилегией, Тэтэреску уволил бухарестского градоначальника 18 января.
Правительство Тэтэреску преуспело в создании базы для румынской экономики, с целью преодоления последствий Великой Депрессии, больше, чем кто либо до этого. В этом существенную роль сыграла новая система экономических отношений, приветствуемая Тэтэреску: государство стало играть большую роль в экономике, многое позволяя крупным предпринимателям и поддерживая создания румынского подобия камарильи при короле Кароле II, куда вошли инженеры и индустриалисты Аристид Бланк, Николае Малакса и Макс Аушнитт. По сообщению социалиста Петре Пандря:
«Тэтэреску был чопорным, скрывал свою раболепную натуру. Покидая зал королевских аудиенций, он быстро разворачивался и шел от стола к двери спиной вперед, не смея показать спину… Король восклицал… „У меня не такая большая задница, чтоб её могли целовать все политики!“»
Тэтереску вмешался в конфликт между Каролем II и его братом, принцем Николаем Румынским, убеждая последнего отказаться от брака с Иоанной Димитреску-Долетти. Король предложил брату выбор: отказаться от мезальянсного брака, который не получит признания румынских властей или потерять свои царственные привилегии. В 1937 году Николай выбрал последний вариант: королевским постановлением он был лишен королевского ранга (восстановлен в титуле был только в 1945 году, по происхождению своей матери получил титул принца Николая Гогенцоллерна). Внутри своей партии Тэтэреску, однако, потерял позиции, уступив ставленнику «старых либералов» Дину Брэтяну, в 1936 году на съезде партии Тэтэреску был избран генеральным секретарем Либералов, то есть занял второй по значимости пост.

### Внешняя политика
В своей внешней политике, Тэтэреску балансировал между двумя линиями: сторонников сильного Польско-Румынского Альянса, против СССР и противников разрастания нацизма — сторонников сохранения Малой Антанты и установления контактов с Советской власти. В 1936 году Тэтэреску снял с поста министра иностранных дел Николая Титулеску и заменил его Виктором Антонеску. Это вызвало волну протестов, ноты недовольства от многих дипломатических корпусов, находившихся в Румынии. В последующие месяцы были отозваны с постов почти все сторонники Титулеску, среди которых были румынский посол в Польше Константин Вишояну, представитель Румынии в Лиге Наций Константин Антоняде, послы в Бельгии и Австрии, в то время как противники Титулеску, например, Антон Бибеску, были возвращены в прежние должности. Позже Бибеску работал во Франции и Великобритании, убеждая союзников Румынии в том, что эти отставки не подразумевают смену политического курса. Впоследствии Тэтэреску много критиковала собственная партия, упрекая в том, что он отказался от принятого дипломатического курса.
В начале 1937 года Тэтэреску отверг предложение Юзефа Бека, министра иностранных дел Польши, по прекращению поддержки Румынией Чехословакии и попыток заключения мирного договора с Венгрией (Румыния прекратила поддерживать Чехословакию в следующем году, как раз накануне Мюнхенского соглашения, заявляя о том, что не может гарантировать безопасность чехословацких границ). Это действие совпало с планами Чехословакии по установлению более близких контактов между Малой Антантой и СССР: в этом же году разгорелся скандал, когда посол Чехословакии в Румынии, Ян Шеба, опубликовал статью, призывавшую к сотрудничеству Страны Советов и Малой Антанты (даже несмотря на Советско-Румынский спор за Бессарабию) и высказал надежду, что СССР будет расширять свои границы за счет Западной Белоруссии и Украины. Каиил Крофта, чехословацкий министр иностранных дел, также получил порцию критики за то, что написал предисловие к этому изданию. После того, как Тэтэрэску посетил с визитом премьер-министра Милана Годжу, Шеба был отозван в Прагу.

### Отношения сЖелезной Гвардией
Борясь с Железной Гвардией, Тэтэреску избрал путь смягчения давления на последнюю и, напротив, вновь нацелился на запрещение деятельности Румынской коммунистической партии (РКП) и объявлении «вне закона» её «народных фронтов» (известные как Друзья Советского Союза или Amicii URSS).
В апреле 1936, Тэтэреску и министр внутренних дел Ион Инкулец дали разрешение молодёжному конгрессу собраться в Тыргу-Муреше, опасаясь, что под видом собрания состоится фашистское собрание; делегаты конгресса, прибывшие на специальном поезде, выделенном правительством, осквернили мемориал Иона Георге Дуки
на станции Синайя и сразу по прибытии в город огласили свою антисемитскую программу. Вероятно, здесь действовали эскадроны смерти, чьи действия привели к убийству политического деятеля Михая Стелеску, бывшего их союзника, в июне 1937 года.
В феврале 1937 Гвардия развернула агрессивную публичную кампанию, начавшуюся с показных похорон румынских фашистских лидеров Иона Моца и Василе Марина (убитых во время гражданской войны в Испании) и завершившуюся зверским убийством Трайана Брату, ректора Ясского университета, студентами-членами Гвардии, что было вызвано приказом премьер-министра о закрытии всех университетов в стране.
Позже, в этом же году, сотрудничество между королём и премьер-министром, подкрепленное привлечением Тэтереску голосов от националистов из Железной Гвардии, привели к подписанию соглашения между Гвардией, Национальной Крестьянской партией (главной силой демократической оппозиции) и Национальной Либеральной партией — договор имел целью предотвращение попыток короля Кароля манипулировать результатами выборов. (Вдобавок, ко всеобщему удивлению, запрещенная Компартия Румынии, решившая добиться большинства для Крестьянской партии, неожиданно также поддержала договор. Такая коалиция вокруг Тэтэреску, вызвала очередной подъём недовольства его товарищей по партии, и он подписал соглашения о сотрудничестве с фашистскими организациями: Румынским фронтом и Германской партией Румынии.
Всеобщие выборы в Румынии в 1937 году привели к беспрецедентной ситуации: хотя НЛП и Тэтэреску набрали большинство голосов (почти 36 %), они не смогли достичь т. н. «бонуса большинства» (право партии, получавшей 40 % на дополнительные места в парламенте). В связи с этим ультраправые перехватили инициативу (Железная гвардия под лозунгом «Всё для Отечества» набрала 15,6 % голосов), и Кароль II столкнулся с угрозой «железногвардейского» правительства, которое будет всецело против его политических убеждений: вследствие этого в декабре 1937 года он предложил третьей партии, «Национал-христианской» Октавиана Гоги (склонной к антисемитизму, но оппозиционной по отношению к Гвардии) сформировать новый кабинет министров.
Вслед за этим, Тэтэреску отказался от всех своих постов в партии, пока сохраняя должность генерального секретаря, но вскоре все его прежние позиции были подхвачены Георге Брэтяну, который был избран на вновь утвержденный пост вице-президента НЛП 10 января 1938 года. После провала политики Гоги, направленной на сдерживание роста могущества его противников, король, при поддержке Тэтэреску, 30 мая 1938 ликвидировал все политические партии, создав вместо них «Фронт национального возрождения».

## Второе правительство
В этих условиях, Тэтэреску предпочел вернуться к старому режиму, в то время Национальная Либеральная партия, как и Крестьянская партия, продолжали свою деятельность, хоть и втайне
. Лично подписав документ, запрещавший оппозиционные партии, он был исключен из партии в апреле 1938 и впоследствии оспаривал законность этого решения в течение последующих лет. По утверждениям некоторых, его исключение было инициировано Илиу Маниу, лидером Национальной крестьянской партии и будущим ближайшим советником лидера либералов Дину Брэтяну.
Вскоре после вторичного прихода к власти, Тэтэреску отметился энергичной поддержкой, которую он выказывал модернистскому скульптору Константину Брынкуши и тем, что направлял бюджетные средства на создание архитектурного ансамбля «Бесконечная Колонна» в Тыргу-Жиу (построен в октябре 1938). В этом же году Тэтэреску был избран членом Румынской Академии Наук, но затем, после отставки в 1947 году, исключен из рядов академиков.
Вместе с Александру Вайда-Воеводом и Константином Арджетояну (которого Тэтэреску сменил на посту премьера), Тэтэреску стал главнейшей фигурой в группе политиков, верных Каролю II. После кровавой карательной акции по отношению к Железной Гвардии, Фронт намеревался восстановить в национальном правительстве силы, способные продолжить политику Кароля II, ввиду усилившейся угрозы на румынских границах после начала войны. В 1945 году разделил мнение, что авторитаризм принес Румынии пользу и то, что Кароль не желал, чтобы страна вступила в войну. Второе правительство Тэтэреску должен был отражать новый политический курс, но он ни получил поддержки от традиционных политических партий, и в апреле 1940 Кароль II при помощи Эрнеста Урдяряну и Михаила Гьелмегяну, начал переговоры с Железной Гвардией.
Тэтэреску оставался в должности на протяжении Странной войны вплоть до конца Французской кампании. Его правительство подписало экономическое соглашение с Нацистской Германией (согласно которому практически весь экспорт Румынии контролировался последней). Прекращение деятельности кабинета было связано с Присоединением Бессарабии и Северной Буковины к СССР (последствие пакта о ненападении) и с попыткой Кароля II «усмирить» чересчур агрессивную Германию. Король заменил Тэтэреску на Иона Джигурту и создав на месте Фронта возрождения тоталитарную «Партию Нации».

## Вторая мировая война

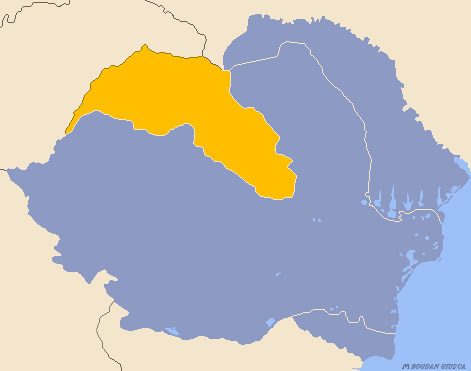
Великая Румыния и Северная Трансильвания (выделена жёлтым)

После Второго Венского арбитража (когда Венгрия получила Северную Трансильванию), продемонстрировавшего полный провал политики Кароля II по сохранению территории и нейтралитета страны, в государстве был установлен режим диктатуры правительства «Железной Гвардии» (т. н. Национал-легионерское государство). Пять лет спустя Дину Брэтяну возложит ответственность за это на Тэтэреску. Он скажет ему следующее:
«Я напоминаю вам: […] вы лично поспособствовали тому, что в 1940 году страна пошла по внешнеполитическому пути, который, как говорили уже тогда, оказался злосчастным и привел нас к омерзительному Венскому договору, который вы, будучи внутри Королевского Совета, поддерживали […]»
26 ноября 1940 года Гвардия устроила кровавую резню в Жилаве, жертвами которой стали влиятельные политические деятели, поддерживавшие Кароля (поводом к резне стало расследование правительством убийства Корнелиу Кодряну, основателя и первого лидера Гвардии, совершенного сторонниками Кароля II). На следующий день были арестованы Тэтэреску и Арджетояну. Они были приговорены к смертной казни, но были спасены благодаря вмешательству румынской полиции, главные силы которой враждебно относились к ополчениям Гвардии.
Отстраненный от активного участия в политической жизни в начале войны, Тэтэреску сперва сочувствовал про-немецкому режиму кондукэтора Иона Антонеску (см. Румыния во Второй мировой войне) — Дину Брэтяну, который находился в оппозиции Антонеску, упоминал об официальном визите в Бессарабию, предпринятом после начала реализации операции «Барбаросса», на котором Тэтэреску сопровождал Антонеску. В это время, дочь Тэтэреску, Санда Тэтэреску Негропонте, работала водителем на «Скорой помощи» в румынском филиале Красного креста.
Однако, вскоре бывший премьер встал на противоположную сторону. Тэтэреску был вовлечен в переговоры по поводу выхода Румынии из сложившейся кризисной ситуации и, начав переговоры с Коммунистической партией, он в то же время пытался заключить международные соглашения для решения румынского вопроса, вставшего после непрекращающихся поражений. Он переписывался с Эдвардом Бенешем, президентом Чехословакии в изгнании (в Англии). Бенеш, уже обсуждавший с Ричардом Франасовичи и Григоре Гафенку вопрос о важности включения Румынии в Коалицию, был согласен поддержать Румынию, проинформировав страны-союзницы о намерениях Тэтэреску.
Тэтэреску противопоставлял свои дипломатические устремления курсу Барбу Штрибея (который единственный предпринял попытку заключить союз с Западными державами в Каире, не вступая в связь с СССР). Сперва встретив жесткое сопротивление со стороны Иулиу Маниу и Дину Брэтяну (которые решили довериться Штрибею), он обрел успех после того, как Каирский проект не принес своих плодов: две главные партии присоединились к союзу между коммунистами, социал-демократами, фронтом земледельцев и социал-крестьянской партией, приведшему к образованию нестабильного и недолговечного «Национал-демократического блока» (НДБ) в июне 1944 года. Усилиями блока в августе был совершен переворот, в результате которого диктатура Антонеску была свергнута.

## Союз с коммунистами (1944—1947)
В 1944 году Тэтэреску вновь вернулся в Национальную Либеральную Партию — после вступления советских войск в Румынию и присоединению страны к союзникам, политические партии были вновь разрешены. Тем не менее, Тэтэреску вновь встретил внутри партии оппозицию в лице Дину и Георге Брэтяну, вследствие чего в июне-июле 1945 организовал свою собственную группировку. Дину Брэтяну собрал руководство НЛП и вновь, формально, исключил из партии Тэтэреску и его сторонников, мотивируя это тем, что Тэтэреску долгое время поддерживал диктатуру Антонеску.
В то же время росло влияние Компартии Румынии (под влиянием Советского союза), которая из-за недостатка народной поддержки искала пути заключения союзов с различными политическими силами для расширения своей политической базы. Тэтэреску и его приспешники объявили себя левыми социал-либералами, стремясь сохранить умеренный курс в послевоенной политики и ратуя о заключении близких отношений как со страной Советов, так и с Западными странами Н. Д. Кочя, известный социалист, присоединившийся к НЛП, утверждал, что переговоры Тэтэреску с коммунистами — фикция.
Соглашение, поддержанное Анной Паукер, вызвало сильное негодование со стороны другого лидера коммунистов Лукрециу Пэтрэшкану, который высказывался за «осознание, кто есть кто в буржуазной среде», за заключение союза с главными силами НЛП, называя сторонников Тэтэреску «кучкой шарлатанов, шантажистов и известных взяточников». Тем не менее, Георге Тэтэреску вошёл в доверие части румынского коммунистического руководства. 6 марта 1945 года под давлением советских властей коммунистами было собрано новое румынское правительство во главе с Петру Грозой.
Тэтэреску стал министром иностранных дел в новом правительстве, а его сторонники получили ведущие позиции в других министерствах: финансовом, которым по очереди руководили трое сторонников Тэтэреску (последним был Александру Александрини), министерстве общественных работ во главе с Георге Вынту, министерстве промышленности (Петре Бежан) и министерстве религиозных дел (Раду Рошкулец). Тэтэреску был пособником совершения Компартией нарушений на всеобщих выборах 1946 года, не ответив на требования США провести «чистые» выборы.
На Парижской конференции 1947 года Тэтэреску, сопровождаемый лидерами КПР Георге Георгиу-Дежем и Пэтрэшкану, являлся руководителем румынской делегации. Согласно одному из положений принятого договора, он признал отказ от идеи «Великой Румынии».

## Последние годы
Конфликт между сторонниками Тэтэреску и КПР стал зарождаться после того, как первые провозгласили себя «Национал-либеральной партией» (более известной как «Национал-Либеральная партия—Тэтэреску») и в июне-июле 1945, провозгласили свою цель на защиту собственности и среднего класса в условиях нового режима. Тэтэреску утверждал следующее:
«Я не коммунист. Если рассмотреть мое отношение к человечеству, обществу, собственности, я не коммунист.»
Говоря о прошлом, Георгиу-Деж говорил о связи его партии и партии Тэтэреску между его партией и партией Тэтэреску: «Мы должны были смириться с существованием рядом с нами политической группы капиталистов-джентри, группы Тэтэреску».
Сам Тэтэреску продолжал выражать поддержку ряду политических курсов КПР: летом 1947 он осудил США за протесты против репрессий в рядах румынской оппозиции. Тем не менее, вскоре он стал критиковать правительство Грозы, став объектом жестокой травли в партийной прессе, организованной Мироном Константинеску. Вскоре после этого он лишился своего поста. Это произошло после «кенгуриного суда» по сфальсифицированному делу Юлиу Маниу (т. н. «инцидент в Тэмэдэу»), которому вменялось в вину, что несколько сотрудников его министерства готовили заговор против государства. Скынтея, официальное издание КПР, писало обо всех сторонниках НЛП-Тэтэреску в правительстве: «Повсеместный упадок! Необходимо что-то с этим делать!».
Тэтэреску покинул свой пост 6 ноября 1947 года. Его заменила коммунист Анна Паукер. В последующие два месяца он был оттеснен на второй план в собственной партии из-за давления коммунистов, а в январе 1948 перестал быть её лидером окончательно (новым главой стал Петре Бежан) — партия стала известна как «Национал-либеральная партия-Петре Бежан» Одним из последних действий Тэтэреску на министерском посту должно было стать подписание официального непризнания плана Маршалла.
После провозглашения Румынии социалистической республикой 30 декабря 1947 года существование всех других партий, за исключением Коммунистической, стало чистой формальностью и после выборов 28 марта 1948 года в стране была введена однопартийная система. 5 мая 1950 года Георге Тэтэреску был арестован и помещен в печально известную тюрьму в Сигету-Мармацией (вместе с тремя братьями — включая фашистского лидера Штефана Тэтэреску — и бывшим союзником Бежаном).
Одним из последних публичных появлений Тэтэреску стало его участие в качестве свидетеля на показном процессе 1954 года над Лукрециу Пэтрэшкану, когда он заявил, что подсудимый стал членом КПР ещё в то время, когда он был премьер-министром. Пэтрэшкану был признан виновным по всем пунктам обвинения (попытка империалистического переворота, государственная измена — шпионаж в пользу США) и приговорен к смерти (однако, впоследствии посмертно полностью реабилитирован).
Выйдя на свободу в 1955 году после ослабления коммунистического режима в Европе, Тэтэреску прожил меньше двух лет и умер 28 марта 1958 года. По данным Санды Тэтэреску Негропонте, он умер от туберкулеза, которым заболел в заключении.